# Leonhard Lurz
Leonhard Lurz (geboren 3. März 1895 in Unterwittighausen; gestorben 4. März 1977 in Mannheim) war ein deutscher Urologe und Autor.

## Leben
Lurz wuchs als Sohn des Mühlenbesitzers Georg Philipp Lurz in Unterwittighausen, einem heutigen Ortsteil der Gemeinde Wittighausen, auf und machte sein Abitur am Matthias-Grünewald-Gymnasium in Tauberbischofsheim. Nach seinem Medizinstudium an der Ruprecht-Karls-Universität in Heidelberg arbeitete er während des Ersten Weltkriegs in einem Reservelazarett in Kaiserslautern. Nach seinem Staatsexamen im Jahre 1920 habilitierte er sich 1925 im Fachbereich Urologie mit einer Arbeit über die damals noch nicht oft praktizierte Nierentransplantation. Anschließend wurde er zum Professor an die Universität Heidelberg berufen. 1935 übernahm Lurz die chirurgische Abteilung 1 sowie die urologische Abteilung am Diakonissenkrankenhaus in Mannheim. Diese leitete er als Chefarzt bis zu seinem Ruhestand im Jahre 1960.

## Wissenschaftliche Tätigkeiten
Den Schwerpunkt von Lurz wissenschaftlicher Tätigkeit kennzeichneten Arbeiten über Nierentuberkulose, Probleme der Harnsteinbildung sowie der endoskopischen und röntgenologischen Diagnostik. Bekannt wurde er für den „lumbaldorsalen Zugang nach Lurz“, der nicht zuletzt durch dessen Schüler Wolfgang Lutzeyer (* 1923; deutscher Mediziner und Professor für Urologie in Würzburg), im Zeitalter der offenen Nierensteinchirurgie eine Popularisierung erfuhr. In Fachkreisen wird vor allem Lurz’ Buch über „Eingriffe an den Harnorganen, Nebennieren und männlichen Geschlechtsorganen“ noch heute beachtet.

## Werke
- Leonhard Lurz: Allgemeine und spezielle chirurgische Operationslehre, Achter Band. Die Eingriffe an den Harnorganen, Nebennieren und männlichen Geschlechtsorganen. Springer Verlag, Heidelberg, 1961.

## Ehrungen
Die Gemeinde Wittighausen benannte eine Straße nach Lurz.